# 愛媛県道316号奈良近永線
愛媛県道316号奈良近永線（えひめけんどう316ごう ならちかながせん）は、愛媛県北宇和郡鬼北町を通る一般県道である。

## 概要
北宇和郡鬼北町大字奈良から北宇和郡鬼北町大字近永に至る。

### 路線データ
- 起点：北宇和郡鬼北町大字奈良（国道320号交点）
- 終点：北宇和郡鬼北町大字近永（国道441号交点）
- 総延長：1.2 km

## 地理

### 通過する自治体
- 愛媛県
  - 北宇和郡鬼北町

### 交差する道路
| 交差する道路                 | 交差する場所 | 交差する場所 |
| ---------------------------- | ------------ | ------------ |
| 国道320号 国道381号 重複     | 大字奈良     | 起点         |
| 愛媛県道57号広見三間宇和島線 | 大字近永     |              |
| 国道441号                    | 大字近永     | 終点         |

### 交差する鉄道
- 予土線

### 沿線
- 鬼北町立近永小学校
- 愛媛県立北宇和高等学校
- JR四国予土線 近永駅